# Бухингер, Иван
Иван Бухингер (словац. Ivan Buchinger; 14 февраля 1986, Габчиково) — словацкий боец смешанного стиля, выступает на профессиональном уровне начиная с 2008 года, в лёгкой и полулёгкой весовых категориях. Владел титулами чемпиона таких организаций как Cage Warriors и Heroes Gate, в настоящее время выступает в организации M-1 Global, бывший чемпион M-1 в полулегком весе (2014—2017).

## Биография
Иван Бухингер родился 14 февраля 1986 года в деревне Габчиково, Трнавский край. В разное время занимался разными боевыми искусствами, как борцовскими, так и ударными, в частности практиковал грэпплинг и кикбоксинг, став таким образом универсальным бойцом. Подготовку проходил в бойцовском клубе ММА Spirit.
Профессиональную карьеру бойца ММА начал в 2008 году, в первых одиннадцати боях одержал победу, в том числе победил таких известных бойцов как Майрбек Тайсумов и Владимир Зенин. Первое поражение потерпел в декабре 2009 года, единогласным решением судей от представителя Швеции Акиры Корассани. Затем в следующем бою последовало ещё одно поражение, на сей раз нокаутом в первом же раунде от россиянина Сергея Голяева.
Несмотря на два поражения подряд, Бухингер продолжил выступать в смешанных единоборствах, из шести побед, взял верх над россиянином Магомедрасулом Хасбулаевым, проведя на нём удушающий приём сзади, стал чемпионом чешского промоушена Heroes Gate в лёгкой весовой категории. В апреле 2011 года единогласным судейским решением проиграл финну эстонского происхождения Антону Куйванену.
В 2012 и 2013 годах Бухингер успешно выступал на турнирах британского промоушена Cage Warriors Fighting Championship, добился здесь звания чемпиона в полулёгком весе, победив всех своих соперников кроме ирландца Конора Макгрегора.
Благодаря череде удачных выступлений в 2014 году получил приглашение принять участие в турнирах крупной европейской организации M-1 Global, подписал с ними долгосрочный контракт и спустился в полулёгкую весовую категорию. Дебютировал здесь в апреле матчем-реваншем с Сергеем Голяевым и в этот раз победил россиянина удушающим приёмом сзади. В следующем поединке в августе встречался с опытным Михаилом Малютиным, бой получился равным, но большинство судей отдали победу Бухингеру. Когда чемпион M-1 Марат Гафуров покинул организацию, Бухингиру выпала честь оспорить ставший вакантным титул чемпиона. В титульном бою, состоявшемся в октябре в Назрани, он дрался с представителем России Туралом Рагимовым и одержал победу техническим нокаутом в четвёртом раунде.
Первую защиту выигранного титула провёл в октябре 2015 года, встретился с действующим чемпионом организации в лёгком весе французом Мансуром Бернауи — бой продлился все пять раундов, и судьи единогласно признали победителем Бухингера.
Вторую защиту титула провёл против Тимура Нагибина, и выиграл удушающим приёмом в четвёртом раунде.
На третьей защите проиграл Хамзату Далгиеву нокаутом в первом раунде, и потерял титул чемпиона M-1 в полулегком весе.

## Титулы
- M-1 Global
  - Чемпион M-1 в полулегком весе (один раз)
  - 2 успешных защиты титула
- Cage Warriors Fighting Championship
  - Чемпион CWFC в лёгком весе (один раз)
- Heroes Gate
  - Чемпион Heroes Gate в лёгком весе (один раз)

## Статистика
| Боёв 46  | Побед 39 | Поражений 7 |
| -------- | -------- | ----------- |
| Нокаутом | 8        | 4           |
| Сдачей   | 24       | 0           |
| Решением | 7        | 3           |

| Результат | Рекорд | Соперник               | Способ                                                  | Турнир                                           | Дата             | Раунд | Время | Место                   | Примечание |
| --------- | ------ | ---------------------- | ------------------------------------------------------- | ------------------------------------------------ | ---------------- | ----- | ----- | ----------------------- | ---------- |
| Победа    | 39-7   | Войто Барборик         | Решением (единогласным)                                 | Oktagon MMA Oktagon 27                           | 11 сентября 2021 | 5     | 5:00  | Братислава, Словакия    |            |
| Победа    | 38-7   | Рональд Парадайзер     | Сабмишном (удушение сзади)                              | Oktagon MMA Oktagon 21                           | 30 января 2021   | 1     | 2:29  | Брно, Чехия             |            |
| Поражение | 37-7   | Саладин Парнасс        | Решением (единогласным)                                 | KSW 52: Асхэм — Халидов                          | 7 декабря 2019   | 5     | 5:00  | Гливице, Польша         |            |
| Победа    | 37-6   | Роман Головинов        | Сабмишном (удушение сзади)                              | CFS Cage Fighting 7                              | 26 октября 2019  | 1     | 1:47  | Дьёр, Венгрия           |            |
| Победа    | 36-6   | Алексей Олейник        | Сабмишном                                               | PFN Prague Fight Night                           | 27 июня 2019     | 1     | 1:50  | Прага, Чехия            |            |
| Победа    | 35-6   | Сергей Гречихо         | Сабмишном (удушение Д’Арс)                              | XFN 15 X Fight Nights 15                         | 27 декабря 2018  | 4     | 4:11  | Прага, Чехия            |            |
| Победа    | 34-6   | Ярослав Покорны        | Сабмишном (удушение анаконды)                           | XFN 11 Back to the O2 Arena                      | 28 июня 2018     | 2     | N/A   | Прага, Чехия            |            |
| Победа    | 33-6   | Андрей Красников       | Сабмишном (удушение анаконды)                           | M-1 Challenge 89 Buchinger vs. Krasnikov         | 10 марта 2018    | 2     | 2:54  | Санкт-Петербург, Россия |            |
| Поражение | 32-6   | Хамзат Далгиев         | Нокаутом (удары)                                        | M-1 Challenge 86 Buchinger vs. Dalgiev           | 24 ноября 2017   | 1     | 2:35  | Назрань, Россия         |            |
| Победа    | 32-5   | Тимур Нагибин          | Техническим сабмишном (удушение сзади)                  | M-1 Challenge 80 Kharitonov vs. Sokoudjou        | 15 июня 2017     | 4     | 3:24  | Харбин, Китай           |            |
| Поражение | 31-5   | Магомед Идрисов        | Нокаутом (удар)                                         | M-1 Challenge 73 Battle of Narts                 | 9 декабря 2016   | 1     | 3:20  | Назрань, Россия         |            |
| Победа    | 31-4   | Михаил Коробков        | Сабмишном (удушение север-юг)                           | M-1 Challenge 67 — Battle in the Land of Fire    | 4 июня 2016      | 1     | 4:41  | Баку, Азербайджан       |            |
| Победа    | 30-4   | Мансур Барнауи         | Решением (единогласным)                                 | M-1 Challenge 62 — Buchinger vs. Barnaoui        | 10 октября 2015  | 5     | 5:00  | Сочи, Россия            |            |
| Победа    | 29-4   | Алияр Саркеров         | Техническим нокаутом (удары)                            | M-1 Global — M-1 Challenge 56                    | 10 апреля 2015   | 2     | 1:54  | Назрань, Россия         |            |
| Победа    | 28-4   | Турал Рагимов          | Техническим нокаутом (удары)                            | M-1 Challenge 52 — Battle of Narts               | 17 октября 2014  | 4     | N/A   | Москва, Россия          |            |
| Победа    | 27-4   | Михаил Малютин         | Решением (большинством судейских голосов)               | M-1 Challenge 50 — Battle of Neva                | 15 августа 2014  | 3     | 5:00  | Санкт-Петербург, Россия |            |
| Победа    | 26-4   | Сергей Голяев          | Сабмишном (удушение сзади)                              | M-1 Global — M-1 Challenge 47                    | 4 апреля 2014    | 1     | N/A   | Оренбург, Россия        |            |
| Победа    | 25-4   | Стивен Рей             | Сабмишном (удушение сзади)                              | CWFC 63 — Cage Warriors Fighting Championship 63 | 31 декабря 2013  | 4     | 3:43  | Дублин, Ирландия        |            |
| Победа    | 24-4   | Мик Синклер            | Сабмишном (боковое удержание с болевым приемом на руку) | CWFC 60 — Cage Warriors Fighting Championship 60 | 5 октября 2013   | 2     | 1:59  | Лондон, Англия          |            |
| Победа    | 23-4   | Джамал Магомедов       | Сабмишном (удушение треугольником и рычаг локтя)        | CWFC 58 — Cage Warriors Fighting Championship 58 | 24 августа 2013  | 3     | 1:42  | Грозный, Россия         |            |
| Победа    | 22-4   | Джейсон Бол            | Решением (единогласным)                                 | CWFC 54 — Cage Warriors Fighting Championship 54 | 4 мая 2013       | 3     | 5:00  | Кардифф, Уэльс          |            |
| Поражение | 21-4   | Конор МакГрегор        | Нокаутом (удар)                                         | CWFC 51 — Cage Warriors Fighting Championship 51 | 31 декабря 2012  | 1     | 3:40  | Дублин, Ирландия        |            |
| Победа    | 21-3   | Тамас Лади             | Техническим нокаутом (удары)                            | KFG — Kyokushin Fighters Gala                    | 9 июня 2012      | 1     | 1:38  | Словакия                |            |
| Победа    | 20-3   | Диего Гонсалес         | Техническим нокаутом (удары)                            | CWFC — Fight Night 6                             | 24 мая 2012      | 2     | 1:30  | Бахрейн                 |            |
| Победа    | 19-3   | Иоан Мафтей            | Сабмишном (удушение гильотиной)                         | HG — Heroes Gate 7                               | 19 апреля 2012   | 1     | 0:45  | Прага, Чехия            |            |
| Поражение | 18-3   | Антон Куйванен         | Решением (единогласным)                                 | Cage 15 — Powered by Reezig                      | 29 апреля 2011   | 3     | 5:00  | Эспоо, Финляндия        |            |
| Победа    | 18-2   | Маратбек Калабеков     | Решением (единогласным)                                 | HG — Heroes Gate 3                               | 24 марта 2011    | 3     | 5:00  | Прага, Чехия            |            |
| Победа    | 17-2   | Яркко Латомаки         | Сабмишном (удушение сзади)                              | Cage 14 — All Stars                              | 20 ноября 2010   | 1     | 3:23  | Эспоо, Финляндия        |            |
| Победа    | 16-2   | Магомедрасул Хасбулаев | Сабмишном (удушение сзади)                              | HG — Heroes Gate 2                               | 21 октября 2010  | 2     | 4:09  | Прага, Чехия            |            |
| Победа    | 15-2   | Жимон Валажек          | Сабмишном (рычаг локтя)                                 | DG — Den Gladiatora 9                            | 2 октября 2010   | 1     | 0:00  | Тренчин, Словакия       |            |
| Победа    | 14-2   | Даниэль Кмеджи         | Сабмишном (удушение обратным треугольником)             | PK — Panhungaria Kupa                            | 19 июня 2010     | 1     | 3:30  | Будапешт, Венгрия       |            |
| Победа    | 13-2   | Габор Горбикс          | Сабмишном (рычаг локтя)                                 | PK — Panhungaria Kupa                            | 19 июня 2010     | 1     | 3:01  | Будапешт, Венгрия       |            |
| Поражение | 12-2   | Сергей Голяев          | Нокаутом (удар)                                         | APF — Azerbaijan vs. Europe                      | 22 мая 2010      | 1     | 0:20  | Баку, Азербайджан       |            |
| Поражение | 12-1   | Акира Корассани        | Решением (единогласным)                                 | BOB 2 — Battle of Botnia                         | 12 декабря 2009  | 3     | 5:00  | Умео, Швеция            |            |
| Победа    | 12-0   | Звонимир Брэла         | Нокаутом (удары)                                        | NNB — Nitrianska Noc Bojovnikov                  | 31 октября 2009  | 1     | 0:53  | Нитра, Словакия         |            |
| Победа    | 11-0   | Джетмир Эмрули         | Сабмишном (удушение сзади)                              | KOTR — Return of Gladiators                      | 16 октября 2009  | 1     | 0:32  | Брно, Чехия             |            |
| Победа    | 10-0   | Владимир Зенин         | Решением (большинством судейских голосов)               | HC 4 — Hell Cage 4                               | 20 сентября 2009 | 3     | 5:00  | Прага, Чехия            |            |
| Победа    | 9-0    | Михал Элснер           | Сабмишном (удушение сзади)                              | FSC 3 — Fight Stage Championship 3               | 30 апреля 2009   | 1     | 1:30  | Кошице, Словакия        |            |
| Победа    | 8-0    | Рик Шрейтер            | Техническим нокаутом (удары)                            | FFC — On Tour                                    | 25 апреля 2009   | 1     | 1:26  | Йена, Германия          |            |
| Победа    | 7-0    | Джесси-Бьорн Баклер    | Сабмишном (рычаг локтя)                                 | FCB 13 — Fight Club Berlin 13                    | 5 апреля 2009    | 0     | 0:00  | Берлин, Германия        |            |
| Победа    | 6-0    | Рэсмус Бендтсен        | Техническим нокаутом (удары)                            | HC 3 — Hell Cage 3                               | 29 марта 2009    | 2     | 2:05  | Прага, Чехия            |            |
| Победа    | 5-0    | Ласло Форро            | Сабмишном (удушение сзади)                              | VT — Vendetta                                    | 15 марта 2009    | 0     | 0:00  | Чонград, Венгрия        |            |
| Победа    | 4-0    | Радек Вермировский     | Сабмишном (удушение сзади)                              | FSC 2 — Fight Stage Championship 2               | 10 ноября 2008   | 1     | 0:00  | Братислава, Словакия    |            |
| Победа    | 3-0    | Майрбек Тайсумов       | Сабмишном (удушение бульдога)                           | HC 2 — Hell Cage 2                               | 19 октября 2008  | 2     | 3:12  | Прага, Чехия            |            |
| Победа    | 2-0    | Истван Ракс            | Техническим нокаутом (удары)                            | TFC — TotalFight                                 | 20 августа 2008  | 1     | 3:04  | Будапешт, Венгрия       |            |
| Победа    | 1-0    | Иван Родригес          | N/A                                                     | FSC 1 — Fight Stage Championship 1               | 2 июня 2008      | 0     | 0:00  | Кошице, Словакия        |            |